# 1983年リスボン・トルコ大使館襲撃事件
1983年のリスボン・トルコ大使館襲撃事件(りすぼん・とるこたいしかんしゅうげきじけん)とは1983年7月27日ポルトガルの首都リスボンにて発生したアルメニア解放秘密軍によるトルコ大使館に対するテロ事件である。

## 背景
犯人グループはレバノンのパスポートを持ってリスボン国際空港から入国した。
目撃者によると犯人グループは午前10時30分ごろに2台のフォード・エスコートで犯行現場にやってきた。犯人グループの赤いエスコートは正面の道路に残り、白いエスコートは私道に入っていった。車は前日にもそこにいたので、ポルトガル人の警備員は車に疑いを持ち、その警備員は車に乗っていた二人の犯行グループの男性を難詰した。彼らはビザを取りにきたのだと言ったが、パスポートの提示を求められると彼らは急いで大使館を離れた。
この一連の騒動を受け、トルコ大使館はポルトガル当局に警備の強化を依頼し、事件発生日には追加で1人の警察官が大使館の外の道路上に配備されていた。

## 経過
犯行グループの白いエスコートが戻ってきた時、トルコ人のボディーガードはポルトガル当局の警官によって警告を受け、待機していた。警官が車に近づくと、犯人グループの1人は短機関銃を発砲し、警官は負傷した。発砲した犯人はトルコ人のボディーガードによって射殺された。
ポルトガル警察が現場に急行する間、犯人グループはトルコ大使館に入ることができず、隣の大使公邸に突入し、そこにいた大使館臨時大使の妻カヒ・ムチュオルとその息子アレックスを人質にとった。そして部屋に監禁し、部屋の周囲にプラスチック爆弾をしかけた。そして警察が建物に突入しようとするならば爆薬を爆発させ建物を爆破すると脅した。
約170人の警官が建物を取り囲むように配置され、建物からの散発的な銃撃を避けるために、周辺の封鎖を行い、車や木の後ろに隠れて待機した。ポルトガル政府のマリオ・ソアレス首相は英国の特殊空挺部隊で訓練を受けた新設のポルトガル警察特殊部隊、GOE(Grupo de Operações Especiais)を初めて運用することを決めた。
しかし、特殊部隊が突入を開始する前に、犯人グループは爆薬を爆発させ、建物が炎上した。警察が建物に突入したときには、彼らは焼死体で発見された。同様に、人質のカヒ・ムチュオルとポルトガル人警官マヌエル・パチェコも焼死体で発見された。死亡した警官であるパチェコは大使館の構造に精通していた。ラジオでこの事件を聞いて、現場に駆けつけており、犯人グループが人質を監禁していた部屋に登って向かっていた。また、人質のアレックスは住居の1階の窓を乗り越えて逃げていたが、逃げるせいに犯人に足を銃撃され負傷していた。当局は、このような予期せぬ出来事が起きたが故に犯人が当局の本格的な介入を恐れ、爆薬を爆発させたのではないかという見解を示している。
ポルトガル政府の内務大臣エドゥアルド・ペレイラは「テロリストたちは世論に大きな影響を残すために大使館を占拠し、多数の人質を捕らえるという計画を立てていた。」と述べた。当局は犯人グループが2台の車に大量の爆薬と食料が積み込まれていたことを明らかにしている。これは犯人グループは長い包囲戦に備えていたことを示唆している。

## 事件の余波
犯人グループはレバノンのアルメニア国立墓地に埋葬された。アルメニア解放秘密軍はこの事件を発生させたという声明を発表した。リスボンのAP通信支局に届けられたタイプライター打ちのアルメニア解放秘密軍の署名が入った犯行声明文には「私達はこの建物を爆破し、その残骸の下に眠ることにした。これは自殺でも狂気を表現したのでもない。自由の祭壇に捧げる私たちのいけにえだ。」と書かれていた。また、動機について「トルコとその同盟国がアルメニア人虐殺を認めなかったことに対する報復」とした。
この事件はトルコとアルメニアとの関係に変化を与えたことに加え、アメリカの国家安全保障政策に変化を与えた。ロナルド・レーガンは大使館での事件に注意を払い、女性が被害者となったったため、感情的になったと伝えられている。レーガンは「これで終わりだ。我々は他の国の政府と協力し、テロを完全に阻止するつもりだ。」と言ったと言われている。アメリカ国家安全保障会議のメンバーであるオリバー・ノースはその後、テロリストを「無力化（neutralize）」することを目的とした秘密作戦を承認する国家安全保障指令(NSDD)の起草を開始した。これは「暗殺」を禁止する大統領令第12333号に対する合法性に関する議論を促した。NSDD138の最終的な文言では無力化という用語は使われなかったが、この指令はアメリカがテロリストから国を守る権利を明確に示したという点でアメリカの国家安全保障政策に大きな変化をもたらした。

## 追悼
この事件はトルコとアルメニアのそれぞれの国において追悼が行われている
レバノンのアルバニア人コミュニティでは毎年5人の犯人の死を悼む追悼式典が開催されている。カルフォルニア州グレンデールではアルメニア人コミュニティは犯人の「犠牲を記念し、称える」ために地元の教会で集会を開催した。アルメニア系アメリカ人のための新聞の社説には犯人を「自由の闘士と英雄である」とした。
2011年、リスボンのトルコ大使館では事件で亡くなった二人の犠牲者を追悼する式典が催された。